# Wasserversorgungsverband Mauracherberg
Der Wasserversorgungsverband Mauracherberg wurde am 8. Januar 1960 durch Beschluss der Verbandsversammlung als Zweckverband „Wasserversorgungsverband Mauracherberg“ gegründet. Vorangegangen war 1959 der Zusammenschluss der Gemeinden Buchholz, Denzlingen, Kollmarsreute, Reute, Vörstetten und Wasser in Baden-Württemberg zu einem Planungsverband.

## Mitglieder
Die ersten Mitglieder der Verbandsversammlung waren die Bürgermeister Albert Höfflin (Denzlingen), David Moosmann (Buchholz), Heinz Ritter (Vörstetten), Alfred Sick (Wasser), Anton Siegel (Reute) und Hermann Spöri (Kollmarsreute). Zum 1. Vorsitzenden wurde Bürgermeister Albert Höfflin gewählt. Die Gemeinde Kollmarsreute schied schon bald nach der Gründung des Verbandes wieder aus, da die Belieferung mit Wasser von der Stadt Emmendingen übernommen wurde. Dafür wurde mit dem 5. Januar 1961 der Wasserversorgungsverband Glottertal Mitglied im Zweckverband, 1973 schloss sich der Wasserversorgungsverband Waldkirch-Kollnau an. Verbandsmitglieder sind aktuell die Gemeinden Denzlingen, Vörstetten, Reute, Emmendingen, Waldkirch, Glottertal und Heuweiler.

## Verwaltung
Die Verwaltung des Wasserversorgungsverbandes ist im Rathaus Denzlingen angesiedelt, weshalb die Bürgermeister dieses Ortes regelmäßig zum Verbandsvorsitzenden gewählt werden. Nach Albert Höfflin waren Wolfram Dennig (1972–1996) und Lothar Fischer (1997–2009) Verbandsvorsitzende. Seit 2025 steht Bürgermeister Fabian Egle an der Spitze des Wasserversorgungsverbandes.

## Wassergewinnung
Die 1960 bis 1962 auf der Gemarkung Wasser und in Vörstetten erstellten Horizontalfilterbrunnen konnten den Bedarf bis 1973 decken. Diese beiden Brunnen sind in den Kiesgrundwasserleiter, das sogenannte obere Grundwasserstockwerk, auf etwa 11 m abgeteuft. Die Leistung der beiden Horizontalfilterbrunnen liegt derzeit je Brunnen bei etwa 40 l/s (Liter pro Sekunde).
1971 und 1972 wurden die Brunnen III und IV auf der Gemarkung Reute erstellt. Die beiden Brunnen reichen in den Karst- oder Kluftgrundwasserleiter bis zu einer Endtiefe von 90 Metern. Den Brunnen III und IV werden derzeit maximal 70 l/s und 40 l/s entnommen.
Aus Gründen der Versorgungssicherheit wurden 1992 und 1993 der Brunnen V in der Nähe des Wasserwerkes gebaut. Der Brunnen V konnte allerdings die Erwartungen nicht erfüllen und blieb mit 12 l/s weit unter der Leistungskraft der Brunnen III und IV. Zur dauerhaften Sicherung der Versorgung musste deshalb ein weiterer Brunnen im Bereich der Brunnen III und IV auf der Gemarkung Reute gebohrt werden. Der neue Tiefbrunnen VI konnte bis Jahresende 2011 mit einer Leistungskraft entsprechend der Brunnen III und IV in Betrieb genommen werden.
Die Gesamtentnahmemenge des Wasserversorgungsverbands änderte sich durch den neuen Brunnen nicht; das Wasser des Verbandes weist aktuell einen Nitratwert von 15 mg/l auf – nach Trinkwasserverordnung gilt ein Grenzwert von 50 mg/l.

## Speicherung
Für die Versorgung der Ortsnetze und konstante Druckverhältnisse stehen sieben Hochbehälter zur Verfügung. Der gesamte Speicherinhalt entspricht etwa einem Tagesbedarf. Zu den Hochbehältern zählen unter anderem: Hochbehälter Moggenbrunnen 1200 Kubikmeter, Hochbehälter Steinhalde und Einbollen mit 1800 bzw. 3500 Kubikmetern.

## Wassermenge und Qualität
Der Verband liefert heute (2020) jährlich rund 1,6 bis 2,2 Millionen Kubikmeter Trinkwasser an die Verbandsgemeinden, die das Wasser an den sogenannten Übergabestellen in ihre örtlichen Versorgungsnetze übernehmen. Das mit einer Härte von 1,01 mol/Kubikmeter (entspricht ca. 5,66° dH) als weich zu bezeichnende Wasser ist dem Härtebereich 1 gemäß Waschmittelgesetz zuzuordnen.